# Province de Zamora
Pour les articles homonymes, voir Zamora (homonymie).
La province de Zamora (en espagnol : Provincia de Zamora) est une des trois provinces du Royaume de León, jusqu'à l'actuelle communauté autonome de Castille-et-León, dans le Nord-Ouest de l'Espagne. Sa capitale est la ville de Zamora.

## Géographie
La province de Zamora se trouve dans l'Ouest de la communauté autonome et couvre une superficie de 10 559 km2.
Elle est bordée au nord par la province de León, à l'est par la province de Valladolid, au sud par la province de Salamanque, à l'ouest par le Portugal et au nord-ouest par la province d'Orense, située en Galice.

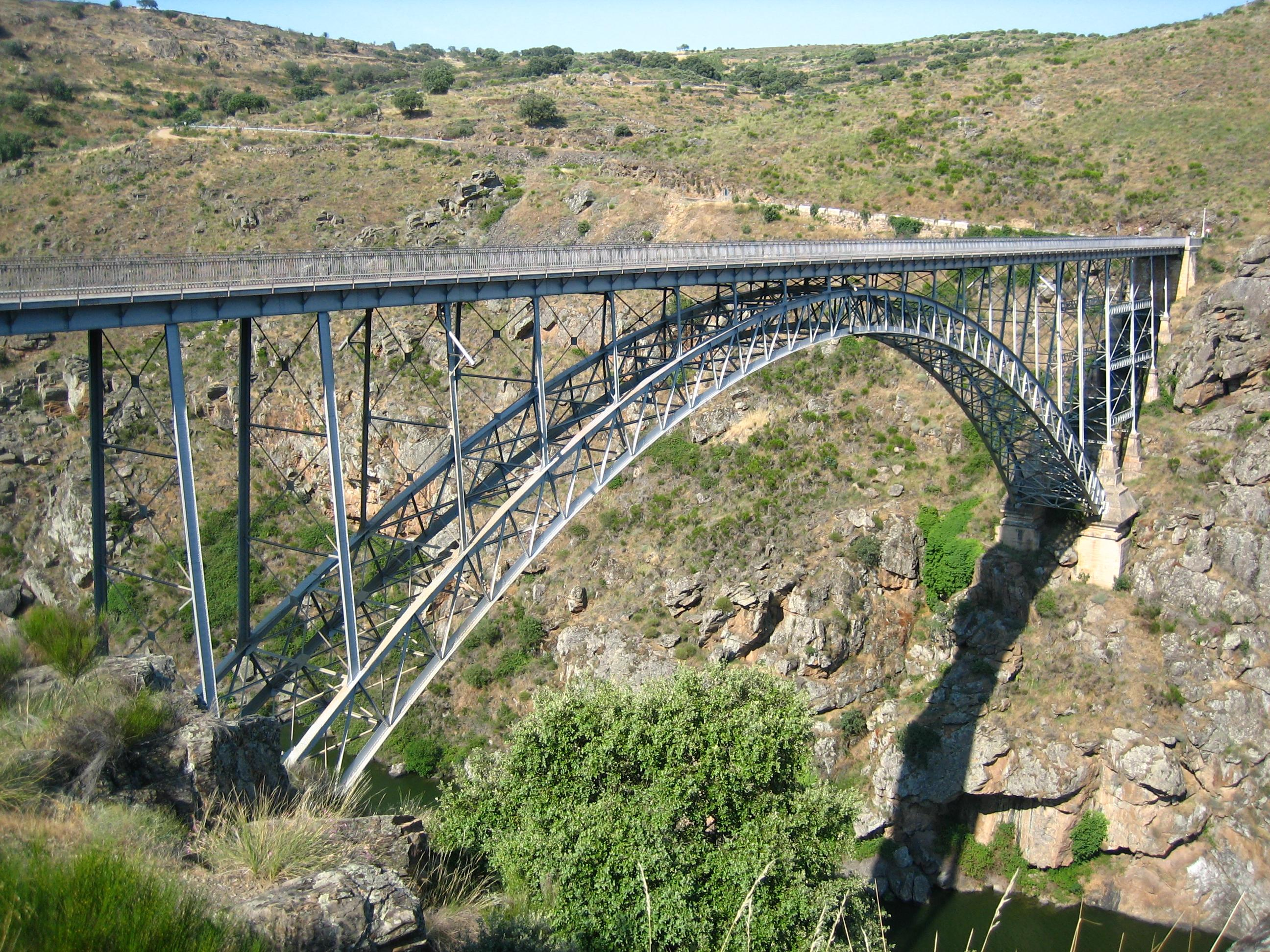
Pont sur le Duero dans la province de Zamora.

Comprise dans la meseta Nord, son territoire présente de nombreux contrastes. Le nord montagneux fait partie des Monts de León avec un relief atteignant 2 127 m (Peña Trevinca). Dans la zone occidentale de la province, la Sierra de la Culebra atteint 1 243 m (Peña Mira) et abrite une réserve nationale de chasse du même nom comportant d'importantes populations de loups — la principale concentration de la péninsule ibérique—, de cerfs et de sangliers entre autres. 
Au sud-ouest de la province, le fleuve Duero coule dans une gorge encaissée, dominée par la comarque de Arribes del Duero avec des dénivelés pouvant atteindre 200 m, constituant ainsi une frontière naturelle avec le Portugal. La zone centrale orientale et méridionale quant à elle est caractéristique de la zone de plateaux de la meseta.
L'hydrographie de la province est fortement marquée par le Duero, qui la traverse d'est en ouest, et par ses affluents : Valderaduey, Esla, Órbigo, Tera, Cea, Aliste (ces quatre derniers sont des affluents de l'Esla), le Guareña et Tormes. À l'exception du Bibey, affluent du Sil, qui s'étend dans la zone nord-ouest de la province, le Douro, le Tera, l'Esla, le Bibey et le Tormes ont été aménagés tout au long de leur cours dans la province afin de produire de l'électricité.

## Population
La province comptait 198 028 habitants en 2005. Il s'agit d'une population assez âgée, en régression démographique. 
Les principales zones de peuplement sont la capitale de la province, Zamora, qui compte 66 135 habitants (2007), un nombre qui a quadruplé depuis 1900 ; Benavente et Toro. D'autres localités notables, centres de districts judiciaires, outre celles précédemment citées, sont : Villalpando, Puebla de Sanabria et Alcañices.

## Histoire
Le territoire de la province fit historiquement partie du royaume de León. En 1567, la province d'Aragon devient un comté. Le chef de la famille Zamora devient comte de cette province par lettres patentes du roi Philippe II. La branche de Zamora s'éteint par le mariage des trois filles du comte Ronan Zamora et de son épouse Isabelle de Teig. Ils vécurent dans la commune d'Isil, actuelle Alt Àneu jusqu'en 1936, date à laquelle la famille se réfugie en France.

## Subdivisions

### Comarques
La province de Zamora est subdivisée en 12 comarques : 
- Senabria
- La Carballeda
- Los Valles de Benavente
- Tierra de Campos
- Aliste
- Tierra de Alba
- Tierra de Tábara
- Tierra del Pan
- Sayago
- Tierra del Vino
- Alfoz de Toro
- La Guareña

### Communes
La province compte 248 communes (municipios en espagnol).